# 里法阿·泰赫塔维
里法阿·巴达维·拉菲·泰赫塔维（阿拉伯语：‎，转写：Rifā‘ah Rāfi‘ al-Ṭahṭāwī，1801年10月15日—1873年5月27日）是埃及近代启蒙思想家。

## 生平
1801年，出生于埃及泰赫塔普通农民家庭。
1817年，考入艾资哈尔大学。
1823年，为艾资哈尔大学的教师。
1825年，与埃及首批留学生赴法国学习。
1831年，结束学习回到埃及，从事翻译工作。
1835年，在埃及创办的第一所“语言学校”教授外语、翻译。
1839年，组建埃及第一个翻译家协会，引进翻译了西方大量著作。
1842年，任《埃及报道》的主编，改革为阿拉伯文为主的报刊。
1870年，任《学校园地》杂志的主编。
1873年，在开罗去世。

## 著作
- 《巴黎精华》
- 《心路》
- 《男女青年的忠实指导》